# Östra Hoby
Östra Hoby is een plaats in de gemeente Simrishamn in het Zweedse landschap Skåne en de provincie Skåne län. De plaats heeft 55 inwoners (2005) en een oppervlakte van 10 hectare. Het dorp wordt zo goed als geheel omringd door akkers. In Östra Hoby staat de kerk Östra Hoby kyrka, waarvan de oudste delen uit de 12de eeuw stammen, het grootste deel van de kerk stamt, later is deze kerk echter nog een aantal malen veranderend en/of uitgebreid.